# Satz von Gelfand-Neumark
Die Gelfand-Neumark-Sätze (nach Israel Gelfand und Mark Neumark) und die GNS-Konstruktion bilden die Ausgangspunkte der mathematischen Theorie der C*-Algebren. Sie verbinden abstrakt definierte C*-Algebren mit konkreten Algebren von Funktionen und Operatoren.
Die ersten Beispiele von C*-Algebren, die man direkt nach der Definition angeben kann, sind die Algebra {\displaystyle C_{0}(X)} der stetigen Funktionen {\displaystyle X\rightarrow \mathbb {C} } auf einem lokalkompakten Hausdorff-Raum X, die im Unendlichen verschwinden (siehe hierzu C0-Funktion), und die Unter-C*-Algebren von {\displaystyle L(H)}, wobei {\displaystyle L(H)} die Algebra der beschränkten, linearen Operatoren auf einem Hilbertraum H ist.
Die Gelfand-Neumark-Sätze zeigen, dass dies bis auf isometrische *-Isomorphie bereits alle möglichen C*-Algebren sind. Diese Resultate sind erstaunlich, denn in der Definition der C*-Algebren ist weder von lokalkompakten Hausdorff-Räumen noch von Hilberträumen die Rede.

## Satz von Gelfand-Neumark, kommutativer Fall
Ist A eine kommutative C*-Algebra, so gibt es einen lokalkompakten Hausdorff-Raum X und einen isometrischen *-Isomorphismus zwischen A und {\displaystyle C_{0}(X)}.

### Konstruktion des lokalkompakten Hausdorffraums
X ist die Menge aller von der Nullabbildung verschiedenen *-Homomorphismen {\displaystyle \chi \colon A\rightarrow \mathbb {C} }. Zu jedem {\displaystyle a\in A} ist durch {\displaystyle {\tilde {a}}(\chi )=\chi (a)} eine Abbildung {\displaystyle {\tilde {a}}:X\rightarrow \mathbb {C} } definiert. Man nennt {\displaystyle {\tilde {a}}} die Gelfand-Transformierte von {\displaystyle a}. Schließlich kann man beweisen, dass die Topologie der punktweisen Konvergenz X zu einem lokalkompakten Hausdorff-Raum macht und dass {\displaystyle a\rightarrow {\tilde {a}}} ein isometrischer *-Isomorphismus zwischen A und {\displaystyle C_{0}(X)} ist.

### Bemerkungen
Nach diesem Satz kann ein Element einer kommutativen C*-Algebra wie eine stetige Funktion behandelt werden, was sich zum sogenannten stetigen Funktionalkalkül ausbauen lässt. So ist z. B. das Spektrum eines Elementes nichts weiter als der Abschluss des Bildes der zugehörigen stetigen Funktion.
Dieser Satz eröffnet ein sehr fruchtbares Zusammenspiel zwischen algebraischen Eigenschaften von C*-Algebren und topologischen Eigenschaften lokalkompakter Räume. Ist {\displaystyle A\cong C_{0}(X)}, so hat man neben vielen anderen folgende Entsprechungen:
- A hat ein Einselement. {\displaystyle \Leftrightarrow } X ist kompakt.
- A ist endlich erzeugt. {\displaystyle \Leftrightarrow } X ist homöomorph zu einer Teilmenge eines endlichdimensionalen Vektorraums.
- A ist separabel. {\displaystyle \Leftrightarrow } X genügt dem zweiten Abzählbarkeitsaxiom.[1]
- A hat eine abzählbare Approximation der Eins {\displaystyle \Leftrightarrow } X ist σ-kompakt.[2]
- Der Adjunktion eines Einselementes entspricht die Einpunktkompaktifizierung von X.
- Dem Übergang zur Multiplikatorenalgebra entspricht die Stone-Čech-Kompaktifizierung.

Topologische Begriffsbildungen werden in algebraische Eigenschaften kommutativer C*-Algebren übersetzt und dann auf nicht-kommutative C*-Algebren verallgemeinert; das ist häufig der Ausgangspunkt weiterer Theorien. Aus diesem Grunde bezeichnet man die Theorie der C*-Algebren auch als nicht-kommutative Topologie.

## Satz von Gelfand-Neumark, allgemeiner Fall
Ist A eine C*-Algebra, so gibt es einen Hilbert-Raum H, so dass A isometrisch *-isomorph zu einer Unter-C*-Algebra von L(H) ist.

### Konstruktion des Hilbertraums
Sei {\displaystyle f:A\rightarrow \mathbb {C} } ein stetiges lineares Funktional mit {\displaystyle \|f\|=1} und {\displaystyle f(x^{*}x)\geq 0} für alle {\displaystyle x\in A}. Solche Funktionale nennt man auch Zustände von A. Zum Zustand {\displaystyle f} setze {\displaystyle N_{f}:=\{x\in A:f(x^{*}x)=0\}}. Dann definiert die Formel {\displaystyle \langle x+N_{f},y+N_{f}\rangle =f(y^{*}x)} ein Skalarprodukt auf dem Quotientenraum {\displaystyle A/N_{f}}. Die Vervollständigung bzgl. dieses Skalarproduktes ist ein Hilbertraum {\displaystyle H_{f}}. Für jedes {\displaystyle a\in A} lässt sich die Abbildung {\displaystyle x+N_{f}\mapsto ax+N_{f}} zu einem stetigen linearen Operator {\displaystyle \pi _{f}(a)} auf {\displaystyle H_{f}} fortsetzen. Dann zeigt man, dass die so erklärte Abbildung {\displaystyle \pi _{f}:A\rightarrow L(H_{f})} ein *-Homomorphismus ist. Schließlich konstruiert man aus der Gesamtheit der so gewonnenen Hilberträume {\displaystyle H_{f}} einen Hilbertraum der gewünschten Art.

### Bemerkungen
1. Ein Element einer abstrakt definierten C*-Algebra kann also wie ein beschränkter linearer Operator auf einem Hilbertraum behandelt werden.
Die oben beschriebene Konstruktion von {\displaystyle \pi _{f}} aus f heißt die GNS-Konstruktion, wobei GNS für Gelfand, Neumark und Segal steht.
Man nennt *-Homomorphismen der Art {\displaystyle \pi :A\rightarrow L(H)} auch Darstellungen von A auf H. Nach obigem Satz hat jede C*-Algebra eine treue (d. h. injektive) Darstellung auf einem Hilbertraum. Eine Darstellung heißt topologisch irreduzibel, wenn es keinen echten von 0 verschiedenen abgeschlossenen Unterraum U von H gibt, für den {\displaystyle \pi (a)U\subset U} für alle {\displaystyle a\in A} gilt.
2. Die Existenz "genügend vieler" Zustände lässt sich mit dem Satz von Hahn-Banach zeigen: Zu jedem {\displaystyle a\in A} gibt es einen Zustand {\displaystyle g} von {\displaystyle A} mit {\displaystyle g(a^{*}a)=\|a\|^{2}}.

### Satz von Segal
Ist A eine C*-Algebra, so ist der Zustandsraum S(A) konvex und {\displaystyle f\in S(A)} ist genau dann ein Extremalpunkt, wenn die Darstellung {\displaystyle \pi _{f}:A\rightarrow L(H_{f})} topologisch irreduzibel ist.
Jede irreduzible Darstellung von A ist von der Form {\displaystyle \pi _{f}} für einen extremalen Zustand f von A.

### Weitere Bemerkungen
Auf dieser Grundlage wurde eine sehr weit reichende Darstellungstheorie für C*-Algebren entwickelt. C*-Algebren lassen sich durch die Bilder ihrer irreduziblen Darstellungen weiter klassifizieren. So heißt eine C*-Algebra liminal, wenn das Bild einer jeden irreduziblen Darstellung mit der Algebra der kompakten Operatoren zusammenfällt. Eine C*-Algebra heißt postliminal, wenn das Bild einer jeden irreduziblen Darstellung die Algebra der kompakten Operatoren enthält.